# Toporzyskowe
Toporzyskowe, Toporzysko, Toporzyskowo – polana w Pieninach. Znajduje się na głównym grzbiecie Pienin Czorsztyńskich, na grzbietowych partiach Czoła oraz górnej części jego stoków północnych i południowych. Dolną częścią polany biegnie niebieski szlak turystyczny.
Polana notowana była w dokumentach już w 1621 roku. Położona jest na wysokości około 770–800 m. Najwyższa część polany to prawie płaska rówień, stoki po jej obydwu stronach są lekko nachylone. Jest dobrym punktem widokowym. Józef Nyka w przewodniku pisał: Widoki na Nową Górę i Trzy Korony są imponujące. Za około 30-metrowej szerokości pasem lasu poniżej dolnej części stoków północnych znajduje się duża polana Wydziorki. Po zachodniej stronie grzbietowej równi polany Toporzyskowe, za niewiele szerszym pasem lasu, u północnych podnóży Nowej Góry jest polana Zakoczył.
Dzięki specyficznym warunkom glebowym, klimatycznym i geograficznym łąki i polany Pienińskiego Parku Narodowego były siedliskiem bardzo bogatym gatunkowo. Rosły na nich także liczne gatunki storczyków. Zmiana lub zaprzestanie ich użytkowania sprawiło, że zmniejszyła się ich różnorodność gatunkowa. W latach 1987–1988 na polanie Toporzyskowe zanotowano występowanie rzadkiego gatunku storczyka podkolan zielonawy (Plantanthera chlorantha). Nie potwierdzono jednak występowania wcześniej tu notowanego dwulistnika muszego Ophrys insectifera. W 2012 r. znaleziono tu zagrożony wyginięciem gatunek grzyba koronicę ozdobną Sarcosphaera coronaria, a w 2020 r. wymierającego grzyba kolczakówkę niebieskawą Hydnellum caeruleum.

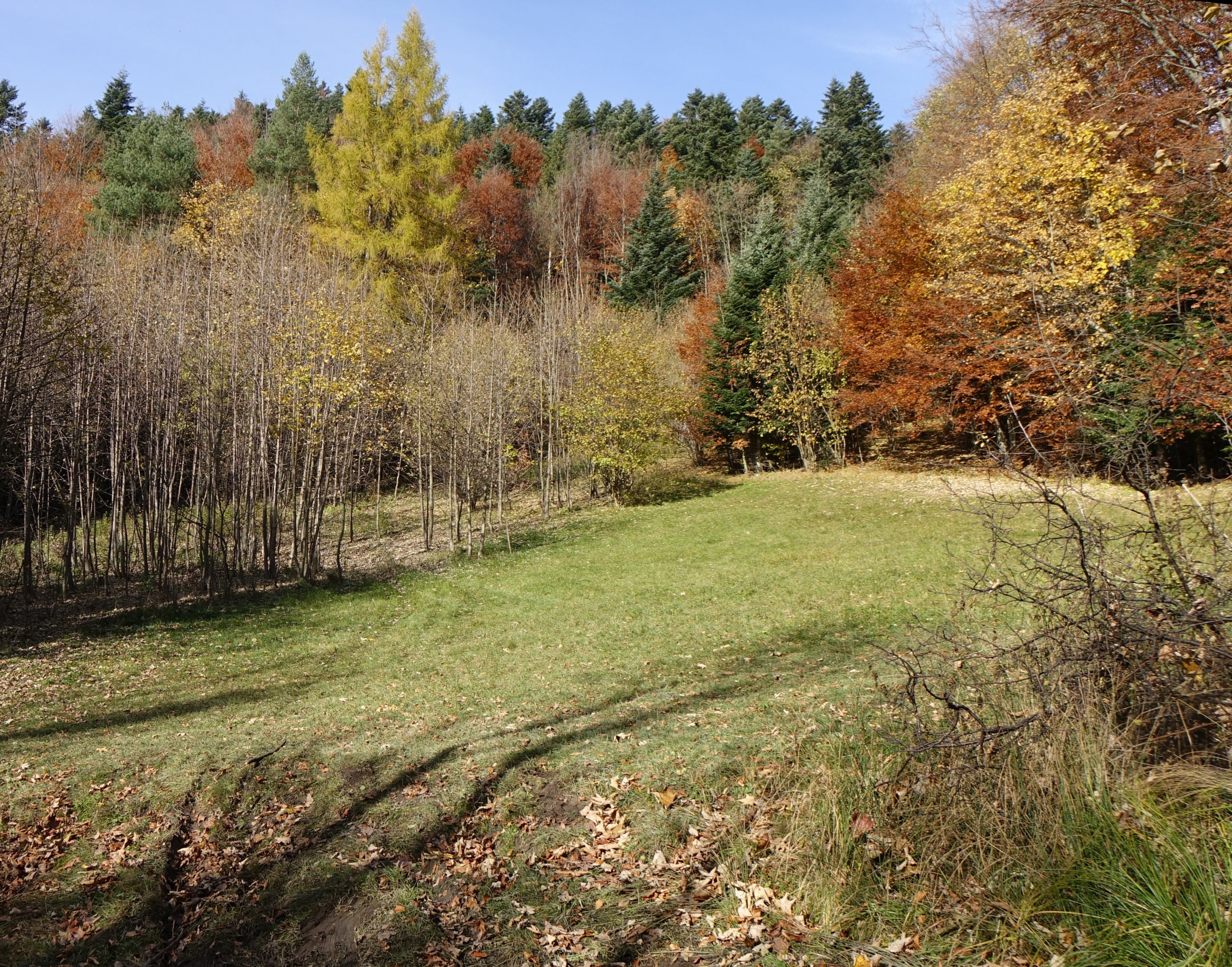
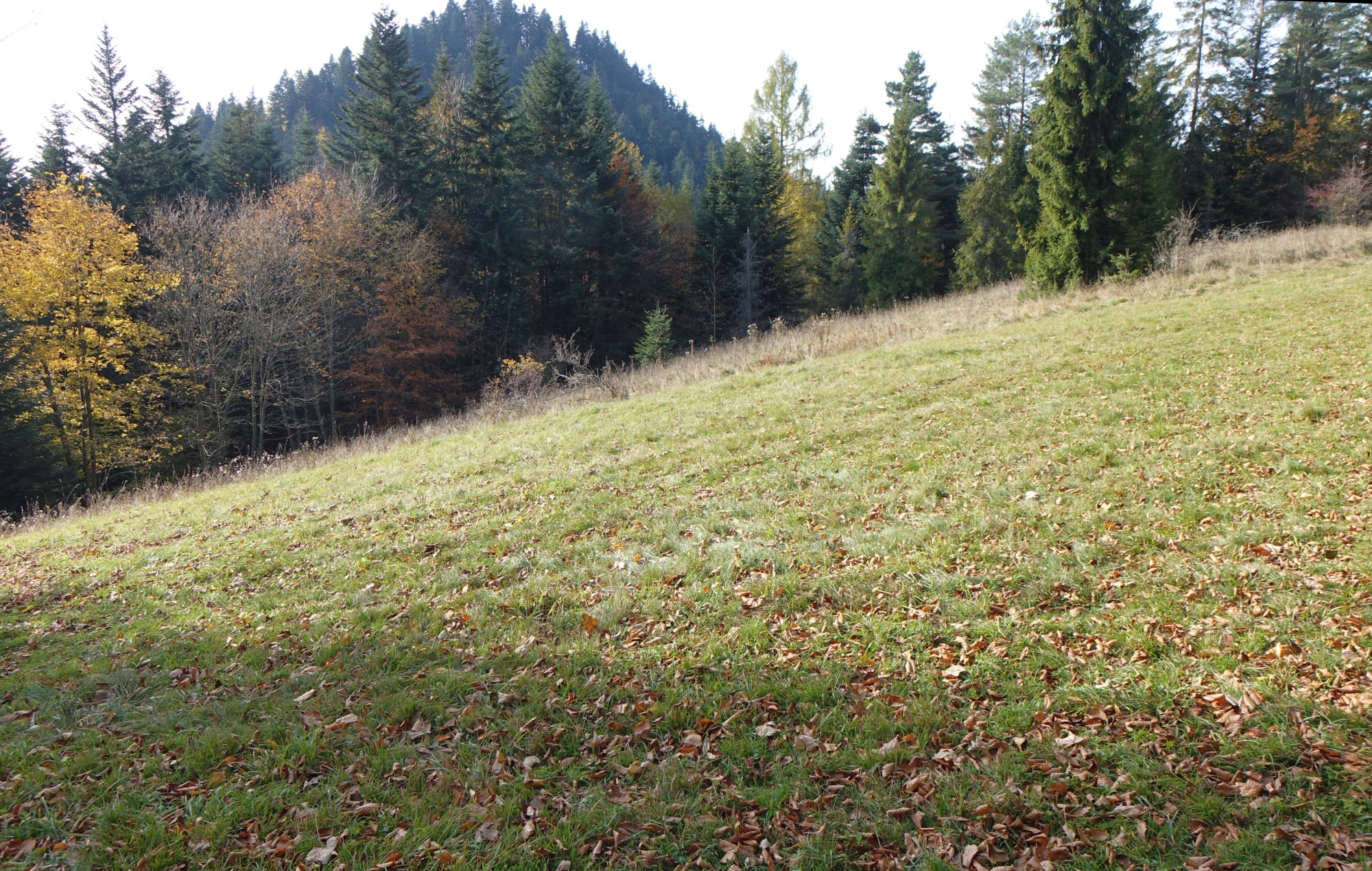
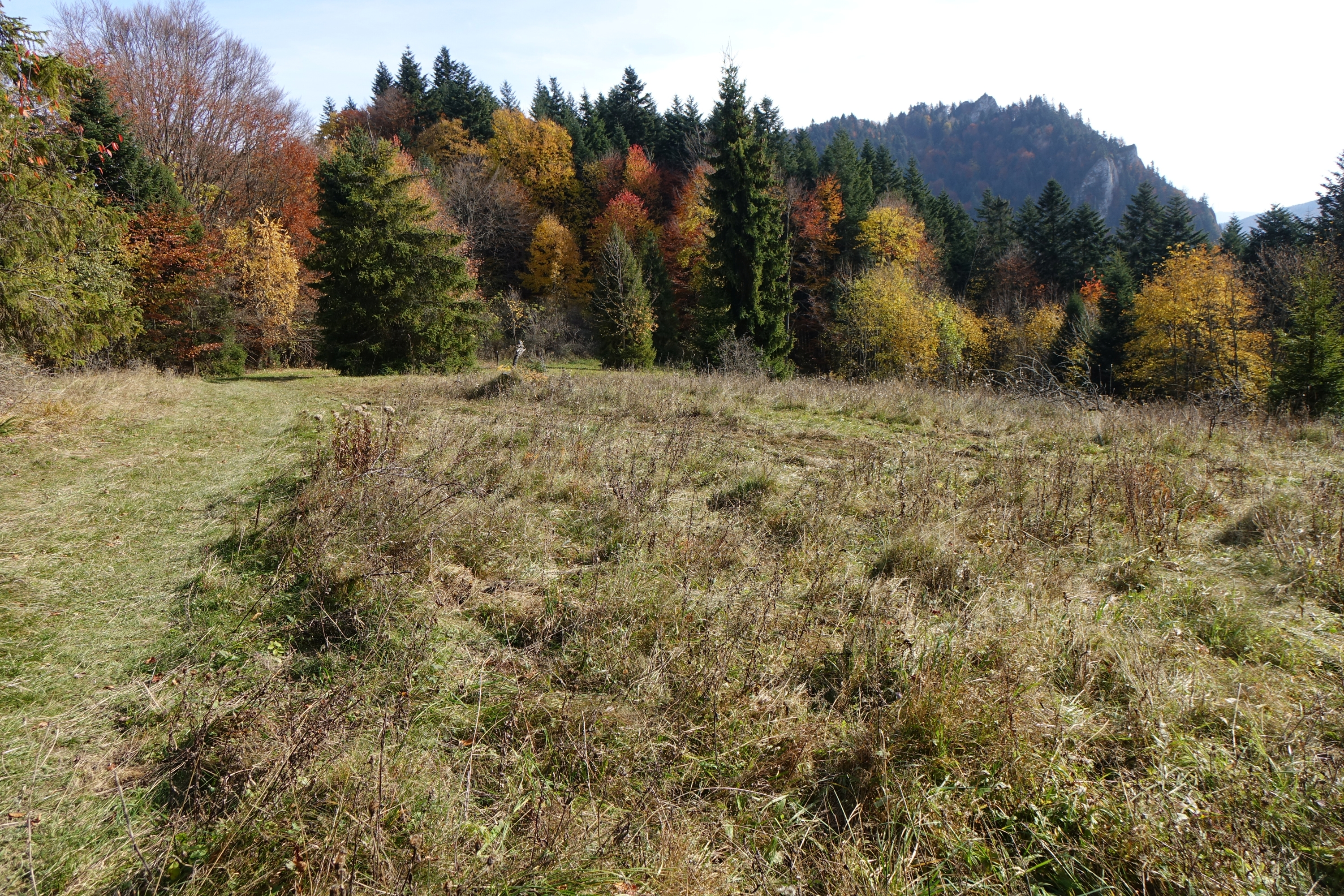
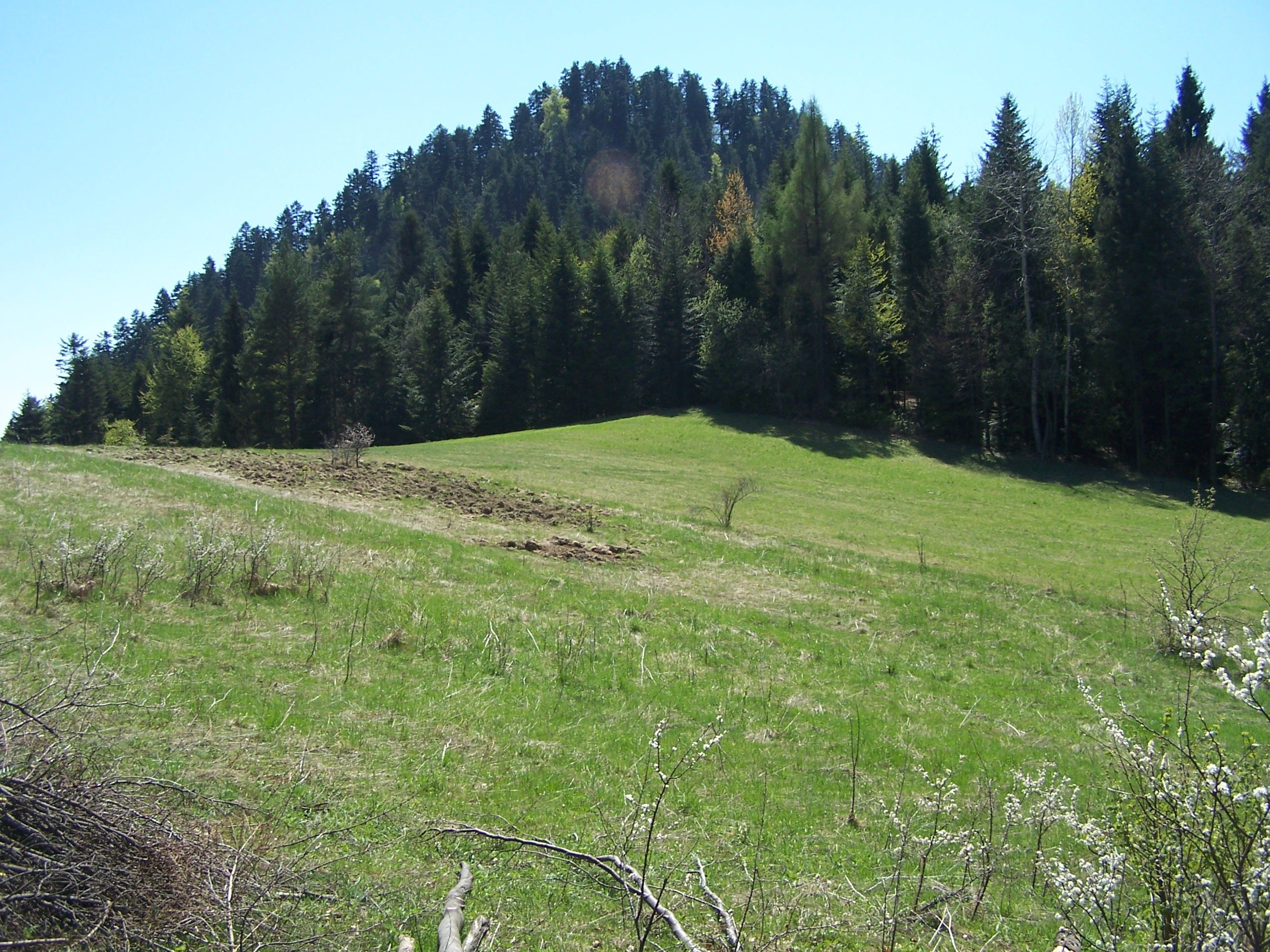

Polana znajduje się na obszarze Pienińskiego Parku Narodowego w granicach wsi Sromowce Niżne w województwie małopolskim, w powiecie nowotarskim, w gminie Czorsztyn.

## Szlak turystyki pieszej
Czorsztyn – zbocza Macelaka – Czoło – przełęcz Szopka – Trzy Korony. Jest to fragment szlaku (Tarnów – Wielki Rogacz) biegnący wzdłuż głównego grzbietu Pienin Właściwych.

## Uwaga
Nazwę „Toporzysko” nosi również znaczna część Krościenka nad Dunajcem, ograniczona ulicami:  od zachodu ulicą Trzech Koron i jej przedłużeniem idącym szlakami do Przełęczy Szopka, od północy – ulicą Esperanto, od wschodu – ulicą Pienińską i ścieżką będącą jej przedłużeniem na południe, oraz od południa – polaną Niżnie Doliny. W szczególności nazwę tę nosi wielka łąka na wschód od żółtego szlaku nad Krościenkiem, z której rozciąga się spektakularny widok na wieś i dolinę Dunajca. Na łące tej w latach 90. XX wieku funkcjonował wyciąg narciarski. Pomysł zbudowania nowego wyciągu pojawia się w pracach gminy, co znajduje odzwierciedlenie w tym, że w planie miejscowego zagospodarowania przestrzennego tereny te zakwalifikowano jako tereny rolne i urządzeń sportowych.